# Echinosepala aspasicensis
Echinosepala aspasicensis är en orkidéart som först beskrevs av Heinrich Gustav Reichenbach, och fick sitt nu gällande namn av Alec M. Pridgeon och Mark W. Chase. Echinosepala aspasicensis ingår i släktet Echinosepala och familjen orkidéer. Inga underarter finns listade i Catalogue of Life.